# Rakovica (Belgrade)
Pour les articles homonymes, voir Rakovica.
Rakovica (en serbe cyrillique : Раковица) est une municipalité de Serbie située sur le territoire de la ville de Belgrade. Elle fait partie des 10 municipalités urbaines qui constituent la ville de Belgrade proprement dite. Au recensement de 2011, elle comptait 108 413 habitants.
Rakovica est située dans la vallée de la Topčiderska reka ; elle s’étend entre deux forêts, celle de Košutnjak au nord et celle de Manastirska šuma, au sud, non loin du monastère de Rakovica. Une première localité est attestée dans un defter ottoman (recensement) datant de 1560 : il s’agit d’un village nommé Vlaha. La première mention du monastère remonte, elle, au XVIIe siècle. Progressivement le village est devenu une partie de la ville de Belgrade et la municipalité a été créée en 1952. Rakovica est aujourd’hui l’un des secteurs les plus industrialisés de la capitale serbe.

## Emplacement
La municipalité de Rakovica est située au sud du centre-ville de Belgrade. Elle est bordée par les municipalités de Savski venac au nord, Voždovac à l'ouest et Čukarica à l'est et au sud. Le quartier de Resnik est situé à la pointe la plus méridionale de la ville de Belgrade proprement (uža teritorija grada).
Le quartier de Rakovica, quant à lui, se trouve à environ 9 km de Terazije, qui constitue le centre-ville de la capitale serbe. Le quartier s'est développé entre deux les deux forêts de Košutnjak au nord et de Manastirska šuma, au sud. Il est entouré par les quartiers de Kanarevo brdo au nord-est, Miljakovac à l'est, Kneževac au sud, Vidikovac et Skojevsko naselje à l'ouest. En revanche, comme souvent à Belgrade, les limites entre les quartiers ne sont pas clairement déterminées ; ainsi, certaines parties de Rakovica sont communes avec les quartiers de Kneževac ou Miljakovac.

## Géographie

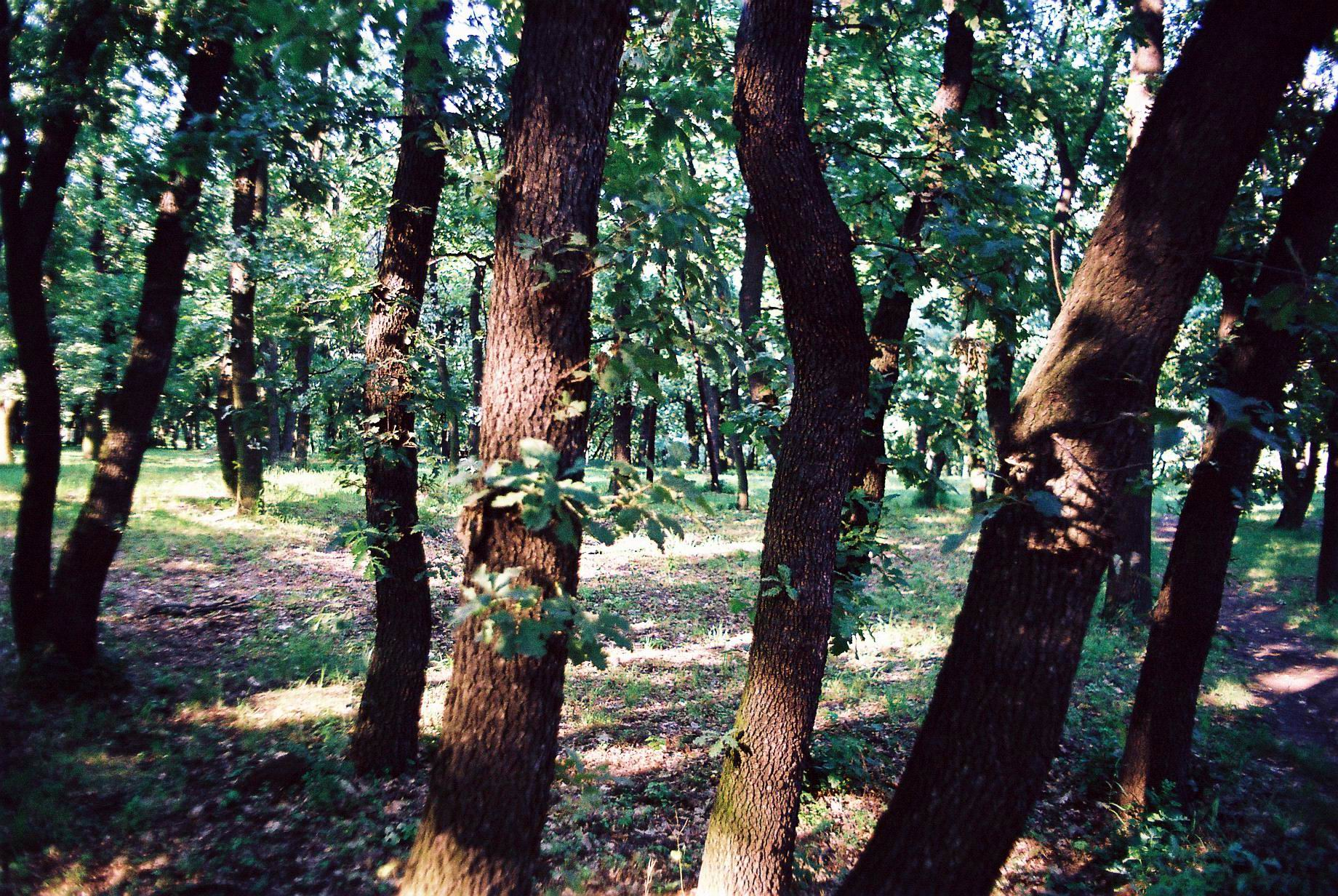
La forêt de Košutnjak

Rakovica s'étend sur 31,8 km2. La municipalité est située dans une région vallonnée qui s'est progressivement urbanisée. Miljakovac se trouve ainsi à 193 m d'altitude, Petlovo brdo à 205 m, le sommet de la colline se trouvant dans la municipalité de Čukarica.
La municipalité se trouve pour l'essentiel dans la vallée de la Topčiderska reka, une rivière qui compte plusieurs petits affluents comme le Rakovički potok, le Jelezovac, le Zmajevac, le Pariguz ou le Kijevski potok.
Le centre et le nord de la municipalité sont des secteurs boisés. Tout le nord s'étend sur la partie méridionale du parc-forêt de Košutnjak, tandis que les bois de Miljakovac  (Miljakovačka šuma) et la Manastirska šuma se situent au centre, respectivement sur les pentes des collines de Miljakovac et de Straževica.

## Histoire
La première localité située sur le territoire de l'actuelle Rakovica est mentionnée dans un defter (recensement) Ottoman de 1560 ; elle portait le nom de Vlaha. Selon la tradition le nom de Rakovica dérive du mot serbe rak qui signifie « l'écrevisse » et le secteur devrait ainsi son nom aux nombreuses écrevisses qui peuplaient le Rakovički potok, un ruisseau qui traversait le village. La première mention du monastère de Rakovica remonte au XVIIe siècle. Le village devint progressivement un faubourg puis un quartier de Belgrade.
La municipalité de Rakovica a été créée en 1952. En 1960, elle fut intégrée à la municipalité voisine de Čukarica, avant de redevenir une municipalité à part entière en 1974.
En mai 1999, au cours du bombardement de la Serbie par l'OTAN, le poste électrique de Rakovica a été touché et 80 tonnes de fioul ont partiellement brûlé, polluant l'atmosphère ; une partie de ce fioul s'est écoulée dans le Rakovički potok, la Topčiderska reka et la Save.

## Quartiers

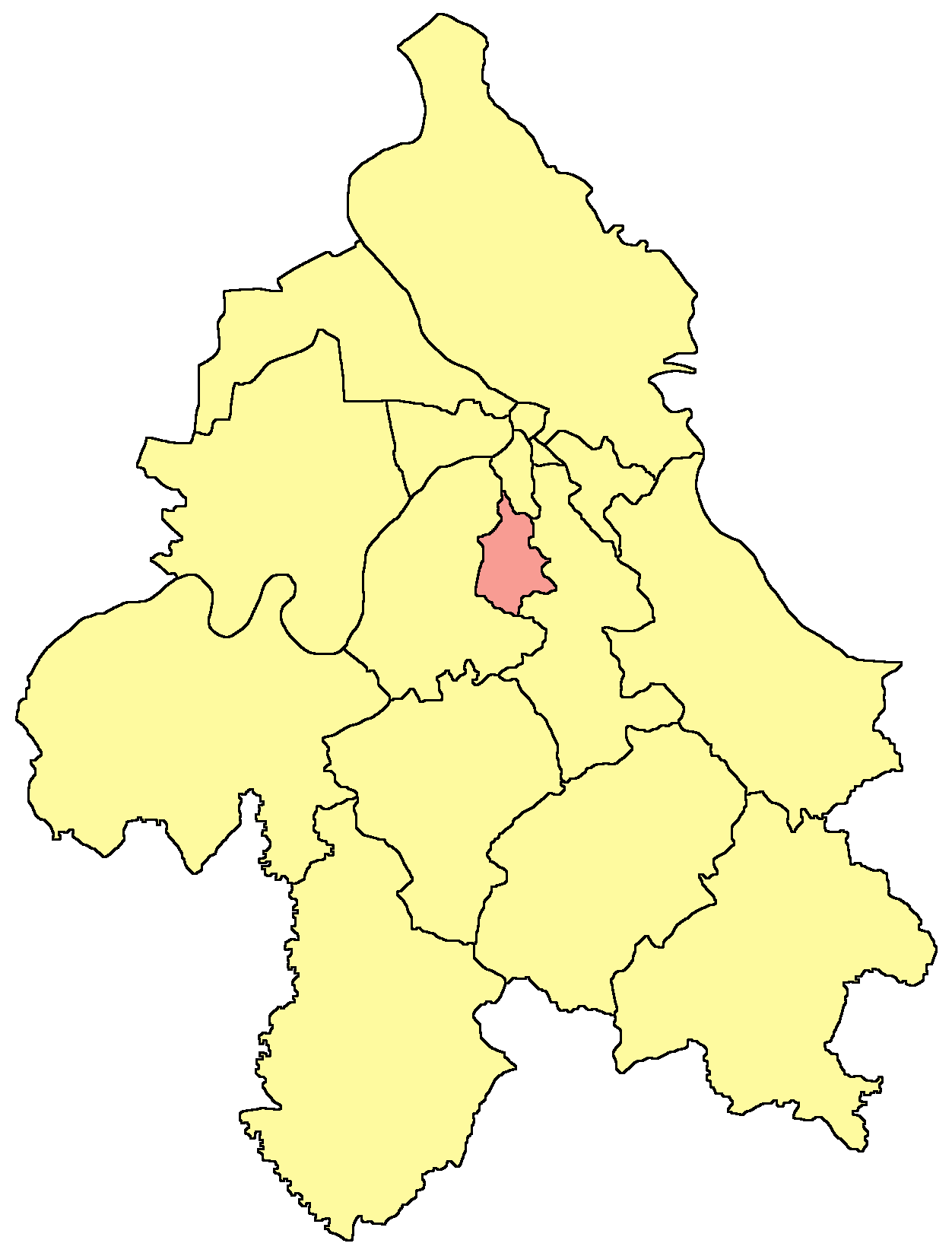
Localisation de la municipalité de Rakovica dans la ville de Belgrade

| - Jelezovac - Kanarevo brdo - Kijevo - Kneževac | - Labudovo brdo - Miljakovac - Miljakovac I - Miljakovac II | - Miljakovac III - Petlovo brdo - Pionirski grad - Rakovica | - Resnik - Skojevsko naselje - Straževica - Sunčani breg | - Vidikovac - Vidikovačka padina |

## Démographie

### Évolution historique de la population
| 1961   | 1971   | 1981   | 1991   | 2002   | 2011    |
| ------ | ------ | ------ | ------ | ------ | ------- |
| 26 134 | 50 863 | 87 068 | 96 300 | 99 000 | 108 413 |

## Religion (2002)
Sur le plan religieux, la municipalité de Rakovica est essentiellement peuplée de Serbes orthodoxes. Elle relève de l'archevêché de Belgrade-Karlovci (en serbe cyrillique : Архиепископија београдско-карловачка), qui a son siège à Belgrade.

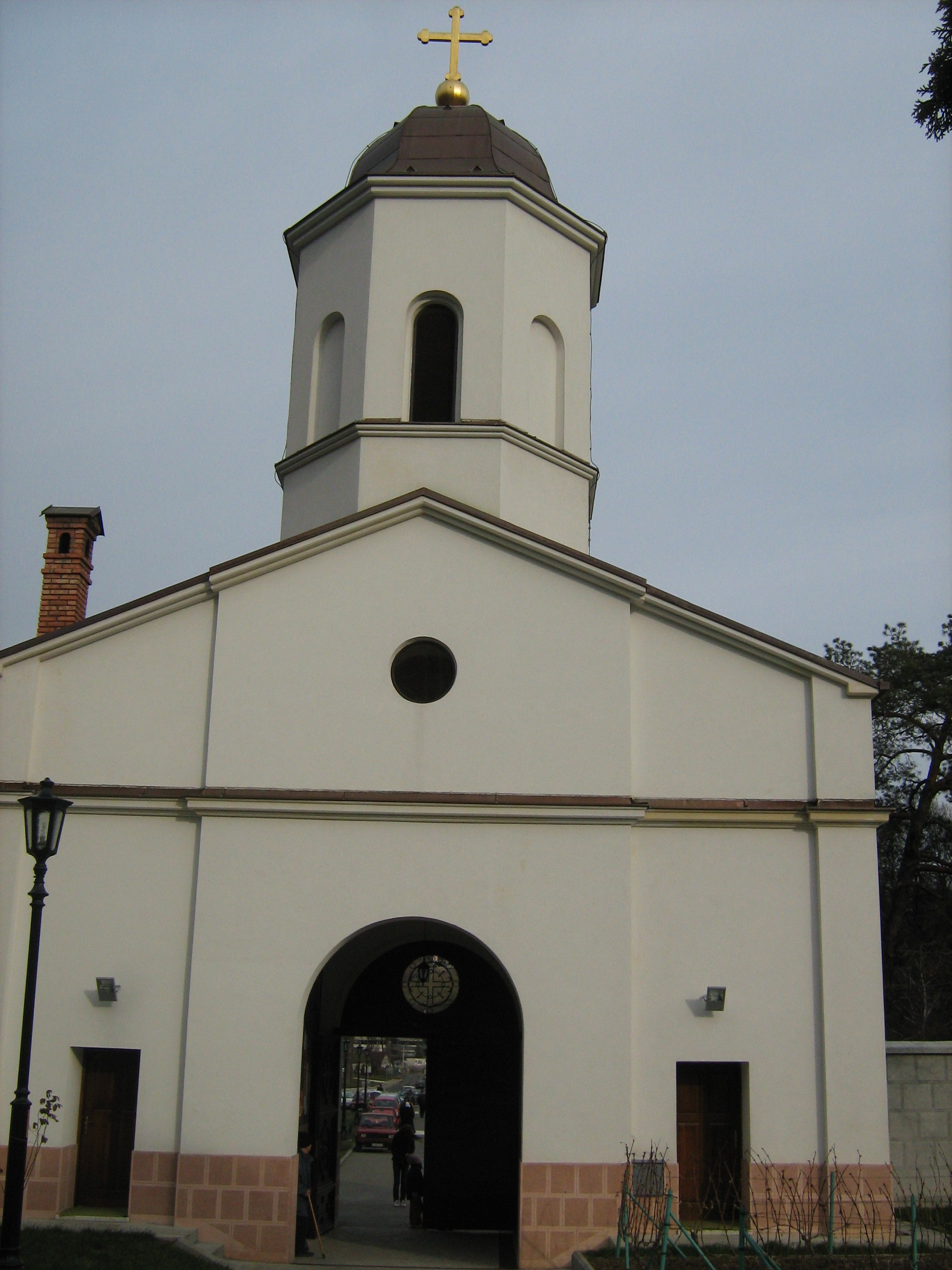
Le monastère de Rakovica

Deux primats de l'Église orthodoxe serbe, le patriarche Dimitrije (1846-1930), qui fut le premier patriarche de l'Église orthodoxe serbe réunifiée, et le patriarche Pavle (1914-2009) sont inhumés dans le cimetière du monastère de Rakovica.

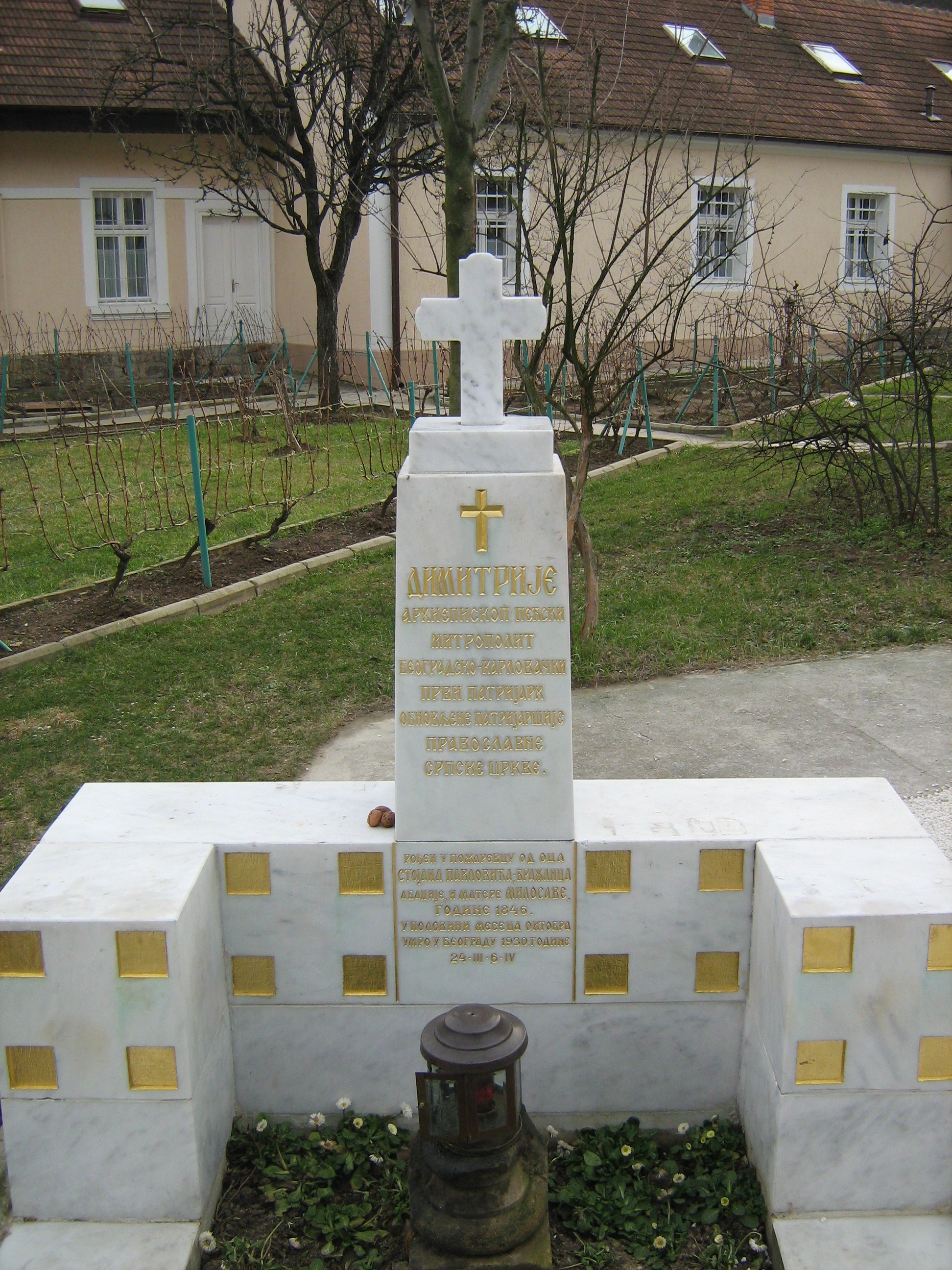
La tombe du patriarche Dimitrije
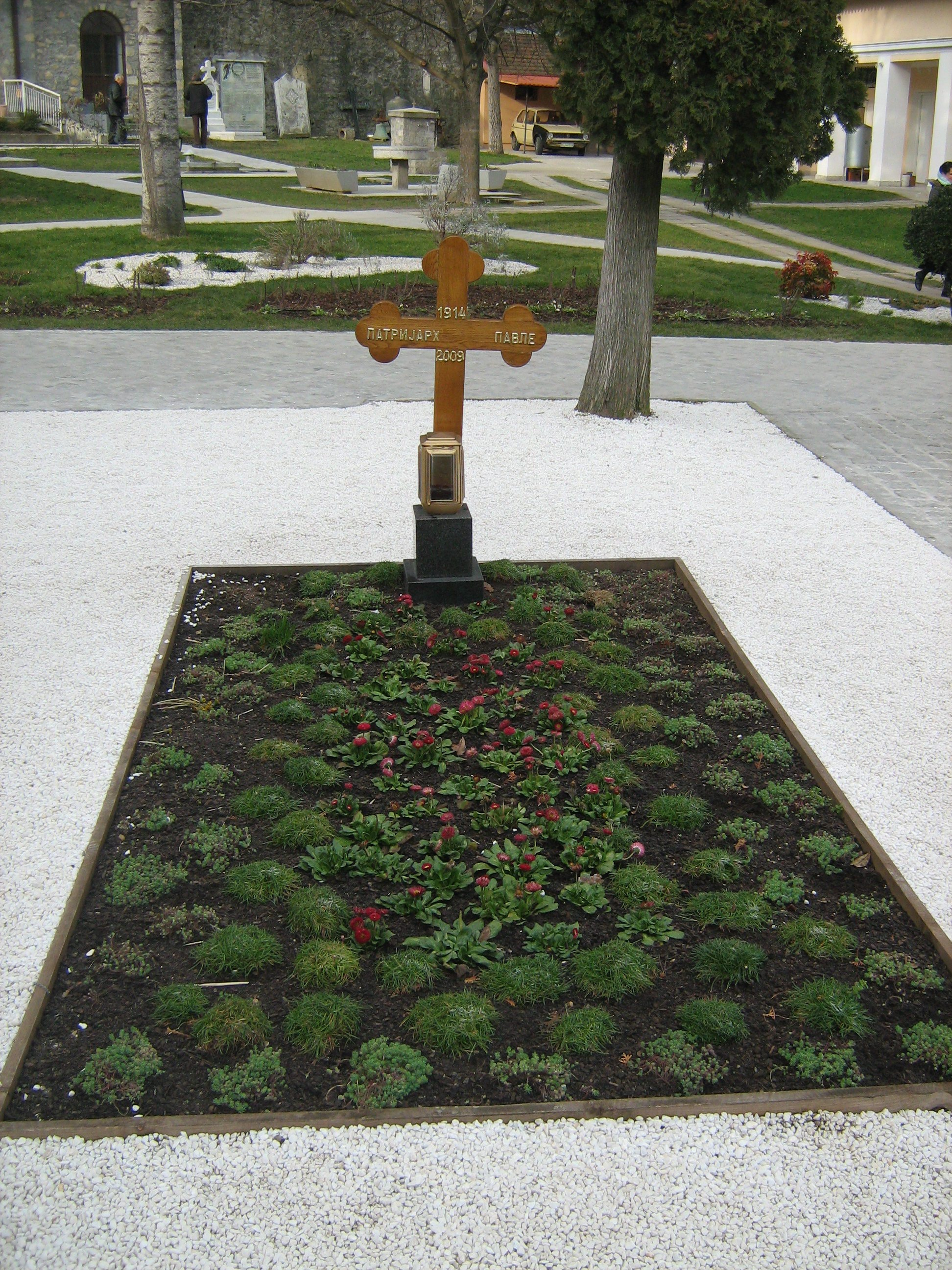
La tombe du patriarche Pavle

## Politique
À la suite des élections locales serbes de 2012, les 50 sièges de l'assemblée municipale de Rakovica se répartissaient de la manière suivante :
| Parti                                | Sièges |
| ------------------------------------ | ------ |
| Parti progressiste serbe             | 17     |
| Parti démocratique et alliés         | 16     |
| Parti socialiste de Serbie et alliés | 7      |
| Parti démocratique de Serbie         | 4      |
| Régions unies de Serbie              | 3      |
| Parti libéral-démocrate              | 3      |

Milosav Miličković, membre du Parti progressiste serbe (SNS), a été élu président de la municipalité ; il a formé une alliance gouvernementale avec le Parti démocratique, le Parti socialiste de Serbie et le parti des Régions unies de Serbie.

## Architecture

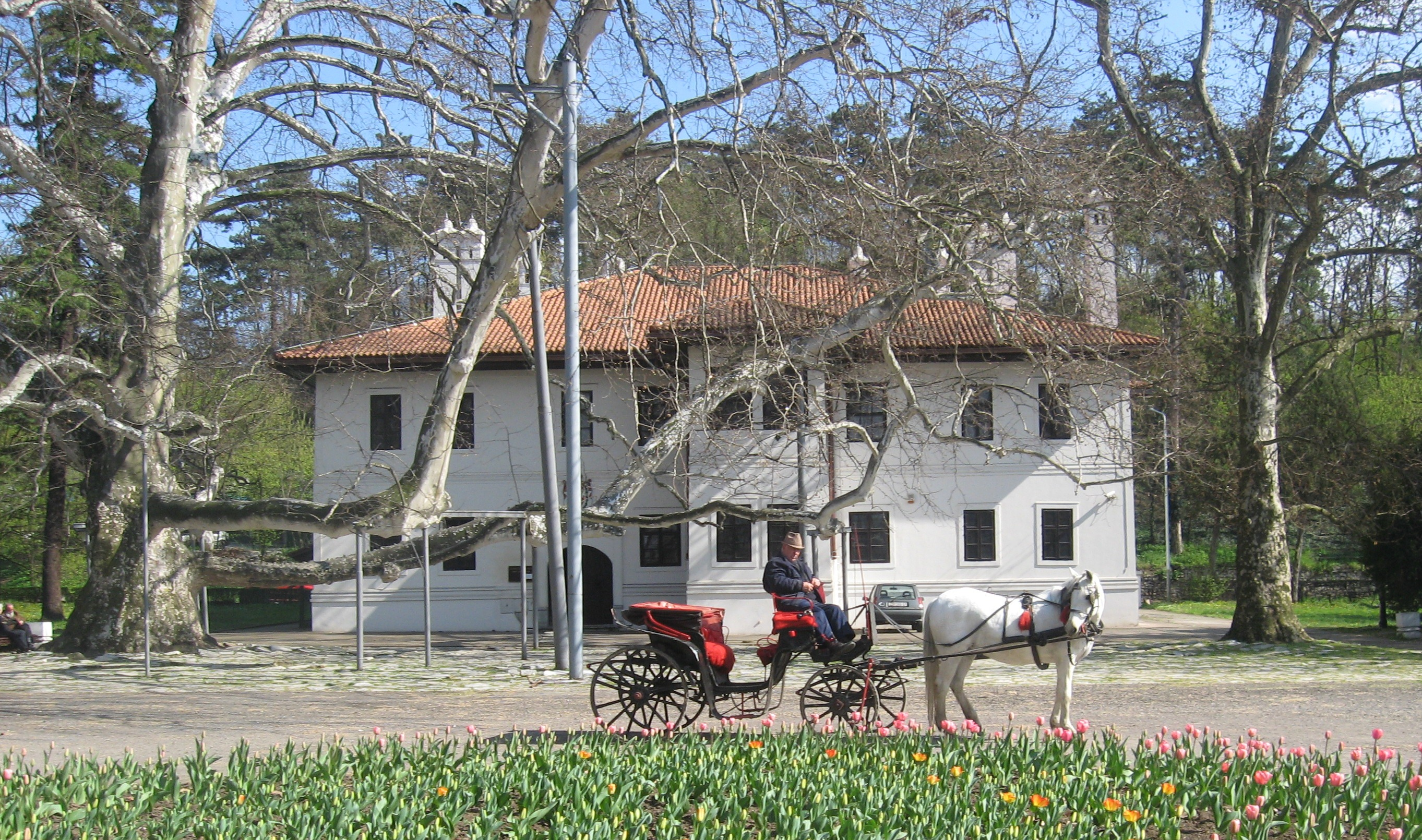
Le Konak du prince Miloš

La municipalité de Rakovica possède deux monuments classés sur le plan national : le konak du prince Miloš, situé dans le parc de Topčider, qui figure sur la liste des monuments culturels d'importance exceptionnelle de la république de Serbie et le monastère de Rakovica, qui est inscrit sur la liste des monuments culturels de grande importance ; le site du monastère est classé parmi les propriétés culturelles de la ville de Belgrade.
L'église de la Transfiguration, située 23a Vidikovački venac, a été construite dans les années 1920.

## Éducation
La municipalité compte 6 écoles maternelles. Elle abrite également plusieurs écoles élémentaires (Osnovne škole) : l'école 14. oktobar (40 rue Gočka), créée en 1950, l'école Đura Jakšić (Kanarevo brdo 2), l'école France Prešern (45 rue Stanka Paunovića Veljka, Miljakovac), créée en 1955, l'école Ivo Andrić (38a rue Ivana Mičurina), créée en 1976, l'école Lela Popović, l'école Nikola Tesla (6 rue Dr Milivoja Petrovića) et l'école Vladimir Rolović (10 rue Omladinsko šetalište).
Le Quinzième lycée de Belgrade, situé 40 rue Gočka, a ouvert ses portes en 1991.
Parmi les établissements d'études secondaires figure le grand système éducatif Milutin Milanković (en serbe : Obrazovni sistem Milutin Milanković), qui rassemble plusieurs écoles secondaires privées. Il est articulé autour d'un lycée général (Opšta gimnazija), situé 27 rue Kneza Višeslava et créé en 1991 ; il est également constitué de l'école européenne de commerce (Evropska poslovna škola), qui a été certifiée en 2005, d'une école secondaire de médecine et d'une école supérieure de médecine, créée en 2005. Une autre école secondaire de médecine dépendant du groupe est située à Jagodina.
Un collège, créé en 1968, est situé 21a rue Vukasovićeva. La Cinquième école secondaire d'économie de Belgrade est située 8 rue Hasanaginice.

## Économie
Rakovica est l'un des secteurs les plus industrialisés de Belgrade. Parmi les usines les plus importantes figure  IMR (Industrija Motora Rakovica), située aux n° 7-13 rue Patrijarha Dimitrija ; créée en 1927, elle fabrique des tracteurs et des moteurs. L'usine d'outils et d'équipements 21. maj est située au n° 24 de la même rue. La société Rekord Asiv, dont le siège se trouve 53d rue Pilota Mihaila Petrovića, a été créée en 1968 ; elle est spécialisée dans la production de pneumatiques. Frigostroj fabrique des appareils de refroidissement, notamment des climatiseurs. On y trouve également la fonderie IMP et la société Messer Tehnogas, qui produit et distribue du gaz pour la médecine ou l'industrie : oxygène, azote, argon, hydrogène, hélium, dioxyde de carbone etc. ; l'entreprise fabrique aussi des gaz de protection pour le soudage, des gaz alimentaires, des gaz spéciaux et différents mélanges de gaz. La plupart de ces entreprises ont souffert du processus de transition de l'économie serbe.

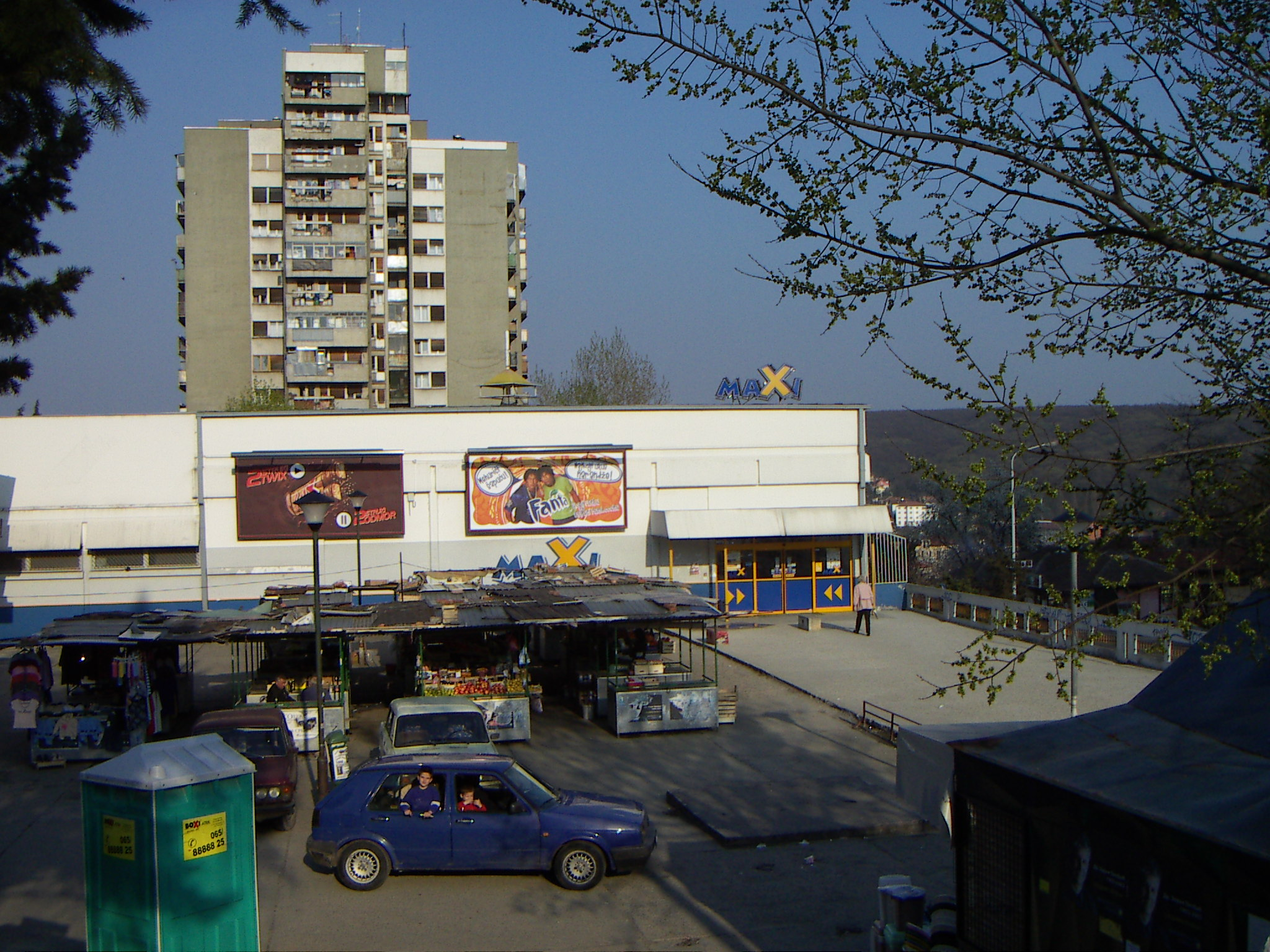
Le centre de Rakovica, avec un supermarché Maxi

Parmi les secteurs industrialisés de la municipalité figure le quartier de Kijevo, qui abrite une carrière fournissant toutes les entreprises de construction de la capitale serbe en pierre et en ardoise. Dans ce domaine de la construction, on peut citer les entreprises Komgrap et Graditelj.
Beaucoup d'entreprises sont situées le long de la rue Patrijarha Dimitrija. En plus des usines IMR et 21. maj, on peut citer la société Pimi, créée en 1989, qui fabrique des structures en plastique. La société Beorol, créée en 1998, qui se trouve au 121a, fabrique du matériel de bricolage (rouleaux, pinceaux, cutters, scies etc.). Pneutch, qui a son siège social à Vrbas, travaille notamment dans le domaine des pneumatiques ; l'entreprise dispose d'une antenne commerciale située au n° 12 de la rue. Technolub se trouve au n° 12g ; l'entreprise distribue les lubrifiants de la marque Total en Serbie.
Sur le plan commercial, Rakovica compte plusieurs marchés, comme celui de Košutnjak (Pijaca Košutnjak), situé rue Pere Velimirovića, et celui de Vidikovac (Pijaca Vidikovac), situé 92 Vidikovački venac

## Transports
Sur le plan routier, l'artère principale de Rakovica est la rue Patrijarha Dimitrija. Cette rue est desservie par plusieurs lignes de bus de la société GSP Beograd, soit les lignes 37 (Gare de Pančevački most – Kneževac), 42 (Slavija – Banjica – Petlovo brdo), 47 (Slavija – Resnik), 54 (Miljakovac I – Železnik – Makiš) et 504 (Miljakovac III – Resnik). On peut également y emprunter la ligne 3 (Tašmajdan - Kneževac) du tramway de Belgrade. Le quartier de Vidikovac sert de terminus à plusieurs lignes de bus, soit les lignes 23 (Karaburma II – Vidikovac), 53 (Zeleni venac – Vidikovac), 89 (Vidikovac – Čukarička padina – Novi Beograd Blok 61) et 521 (Vidikovac – Bora Kečić) ; on peut aussi y emprunter les lignes 37, 50 (Ustanička – Banovo brdo), 56 (Zeleni venac – Petlovo brdo) et 59 (Slavija – Petlovo brdo).
Le Kružni put, la « route circulaire », qui dessert les faubourgs sud de la capitale serbe, passe dans la municipalité ; à terme, cette route sera intégrée dans le périphérique de Belgrade encore en construction. Y passe aussi l'Ibarska magistrala, la « route de l'Ibar », qui constitue la voie de communication la plus importante depuis Belgrade vers l'ouest et le sud-ouest de la Serbie.
Sur le plan ferroviaire, la municipalité de Rakovica est parcourue par les lignes du réseau express régional Beovoz, notamment par les gares de Resnik et de Rakovica situées respectivement 78 rue Aleksandar-Vojinovića et rue Patrijarha Dimitrija. On peut y emprunter cinq des six lignes circulant sur le réseau, soit les lignes 2 (Ripanj - Resnik - Rakovica - Pančevo - Vojlovica), 3 (Stara Pazova - Batajnica - Beograd Centar - Rakovic - Resnik - Ripanj), 4 (Zemun - Beograd Centar - Rakovica - Valjevo), 5 (Nova Pazova - Batajnica - Beograd Centar - Rakovica - Resnik - Mladenovac) et 6 (Stara Pazova - Batajnica - Beograd Centar - Rakovica - Mala Krsna). Les gares de Kijevo et Kneževac sont également situées sur le réseau.